# Ėveno-Bytantajskij ulus
Lo Ėveno-Bytantajskij ulus è un ulus (distretto) della Repubblica Autonoma della Jacuzia-Sacha, nella Russia siberiana orientale; il capoluogo è il villaggio (selo) di Batagaj-Alyta.
Confina con gli ulus Bulunskij a nord, Verchojanskij ad est, Žiganskij ad ovest, Kobjajskij a sud.
L'ulus si estende nella parte centro-settentrionale della Jacuzia; il suo territorio è interessato dalle catene montuose dei monti di Verchojansk e dei monti Kular ed è diviso, dal punto di vista idrografico, fra i bacini dei fiumi Lena e Jana.